# Mr. Oizo
Quentin Dupieux, més conegut pel pseudònim Mr. Oizo, (París, 14 d'abril de 1974) és un punxadiscos, productor musical i director de cinema francès. El seu pseudònim prové de la paraula francesa oiseau, que vol dir "ocell". Actualment forma part de la discogràfica de música electrònica Ed Banger Records.

## Inicis
Quentin Dupieux va néixer a París el 14 d'abril de 1974. Als 12 anys va començar a fotografiar amb una càmera. Als 17, va començar a fer música per acompanyar les seves imatges i va comprar el seu primer sintetitzador. El 1997, Lauren Garnier va comprar un cotxe del pare de Mr. Oizo. Quan Garnier va veure el talent de Mr. Oizo, li va proposar de fer de director del videoclip de la seva cançó "Flashback". Més tard, Dupieux fitxaria per la discogràfica de Garnier, F Com Records, on va treure el seu primer EP "#1".

## Discografia

### Àlbums
- Analog Worms Attack (1999)
- Moustache (Half a Scissor) (2005)
- Steak (2007)
- Lambs Anger (2008)

### Senzills / EPs
- "#1" (1997)
- "M Seq" (1997)
- "Flat Beat" (1999) UK #1
- "Last Night a DJ Killed My Dog" (2000)
- "Stunt" (2004)
- "Nazis" (2006)
- "Transexual" (2007)

## Filmografia
| Any  | Títol                   | Acreditat com | Acreditat com | Acreditat com | Acreditat com | Acreditat com | Notes                                                     | Ref(s)       |
| Any  | Títol                   | Director      | Guionista     | DF            | Editor        | Compositor    | Notes                                                     | Ref(s)       |
| ---- | ----------------------- | ------------- | ------------- | ------------- | ------------- | ------------- | --------------------------------------------------------- | ------------ |
| 2001 | Nonfilm                 | Sí            | Sí            | Sí            | Sí            | No            | Dues versions existents, de 44 i 75 minuts respectivament | [ 5 ]        |
| 2007 | Steak                   | Sí            | Sí            | No            | No            | Sí            | Co-compositor amb Sébastien Tellier i SebastiAn           |              |
| 2010 | Rubber                  | Sí            | Sí            | Sí            | Sí            | Sí            | Co-compositor amb Gaspard Augé                            | [ 6 ]        |
| 2012 | Wrong                   | Sí            | Sí            | Sí            | Sí            | Sí            | Co-compositor amb Tahiti Boy                              | [ 7 ]        |
| 2012 | Wrong Cops: Chapter One | Sí            | Sí            | Sí            | Sí            | Sí            | Short film                                                |              |
| 2013 | Wrong Cops              | Sí            | Sí            | Sí            | Sí            | Sí            |                                                           | [ 8 ]        |
| 2014 | Realité                 | Sí            | Sí            | Sí            | Sí            | No            |                                                           | [ 9 ] [ 10 ] |
| 2018 | Au poste !              | Sí            | Sí            | Sí            | Sí            | No            |                                                           | [ 11 ]       |
| 2019 | Le Daim                 | Sí            | Sí            | Sí            | Sí            | No            |                                                           | [ 12 ]       |
| 2020 | Mandibules              | Sí            | Sí            | Sí            | Sí            | No            |                                                           | [ 13 ]       |
| 2022 | Incroyable mais vrai    | Sí            | Sí            | Sí            | Sí            | No            |                                                           | [ 14 ]       |
| 2022 | Fumer fait tousser      | Sí            | Sí            | Sí            | Sí            | No            |                                                           |              |
| 2023 | Yannick                 | Sí            | Sí            | Sí            | Sí            | No            | També productor                                           | [ 15 ]       |
| 2023 | Daaaaaalí!              | Sí            | Sí            | Sí            | Sí            | No            |                                                           |              |
| 2024 | Le Deuxième Acte        | Sí            | Sí            | Sí            | Sí            | No            |                                                           | [ 16 ]       |

## Videoclips
- "Kirk" (1997)
- "M-Seq" (1999)
- "Flat Beat" (1999)
- "Analog Worms Attack" (1999)
- "Stunt" (2004)